# Amarapura
Amarapura är en kommun i Myanmar.   Den ligger i regionen Mandalayregionen, i den centrala delen av landet, 230 km norr om huvudstaden Naypyidaw. Antalet invånare är 185 997.

## Bildgalleri

Amarapura - အမရပူရမြို့
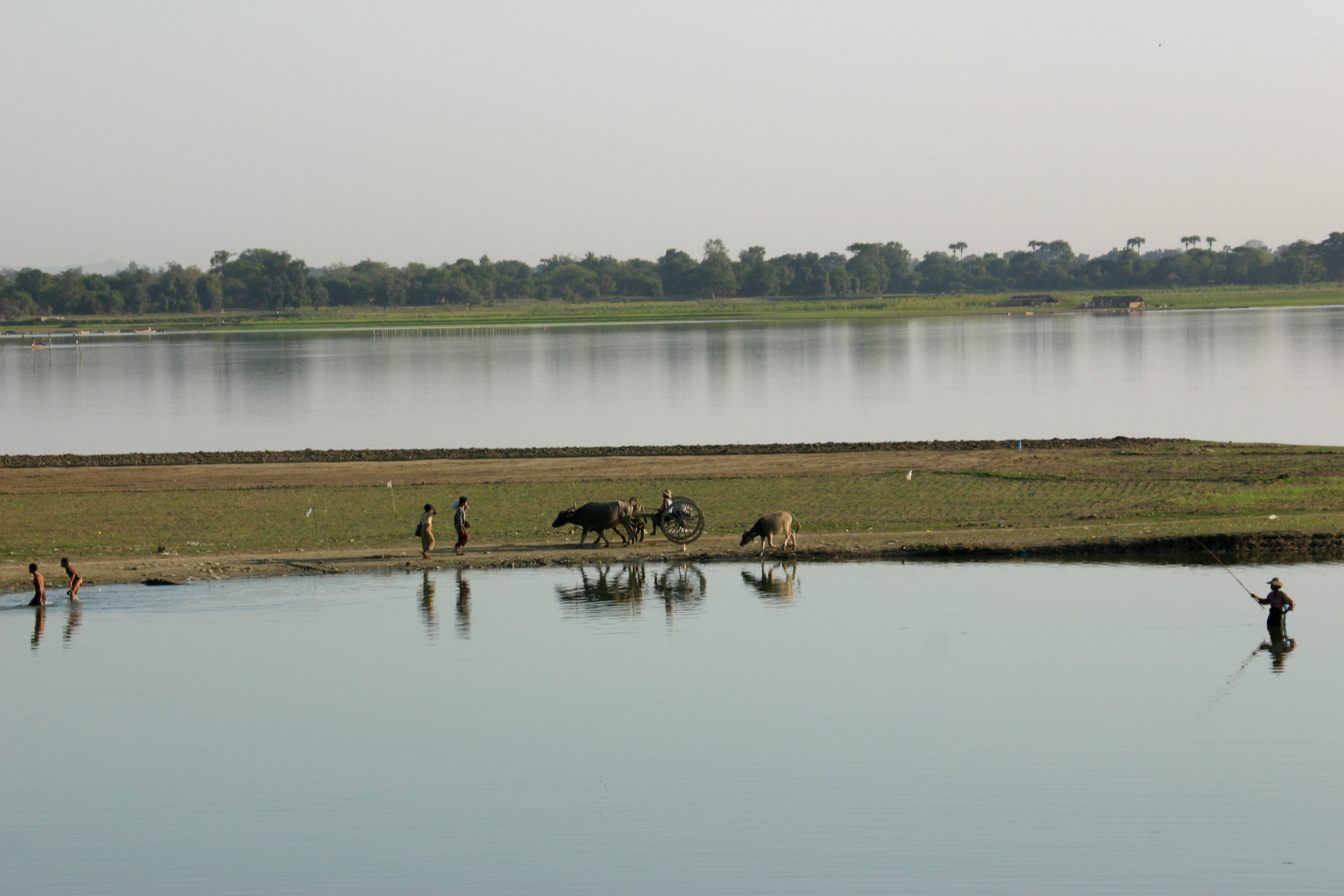
Lake Taungthaman
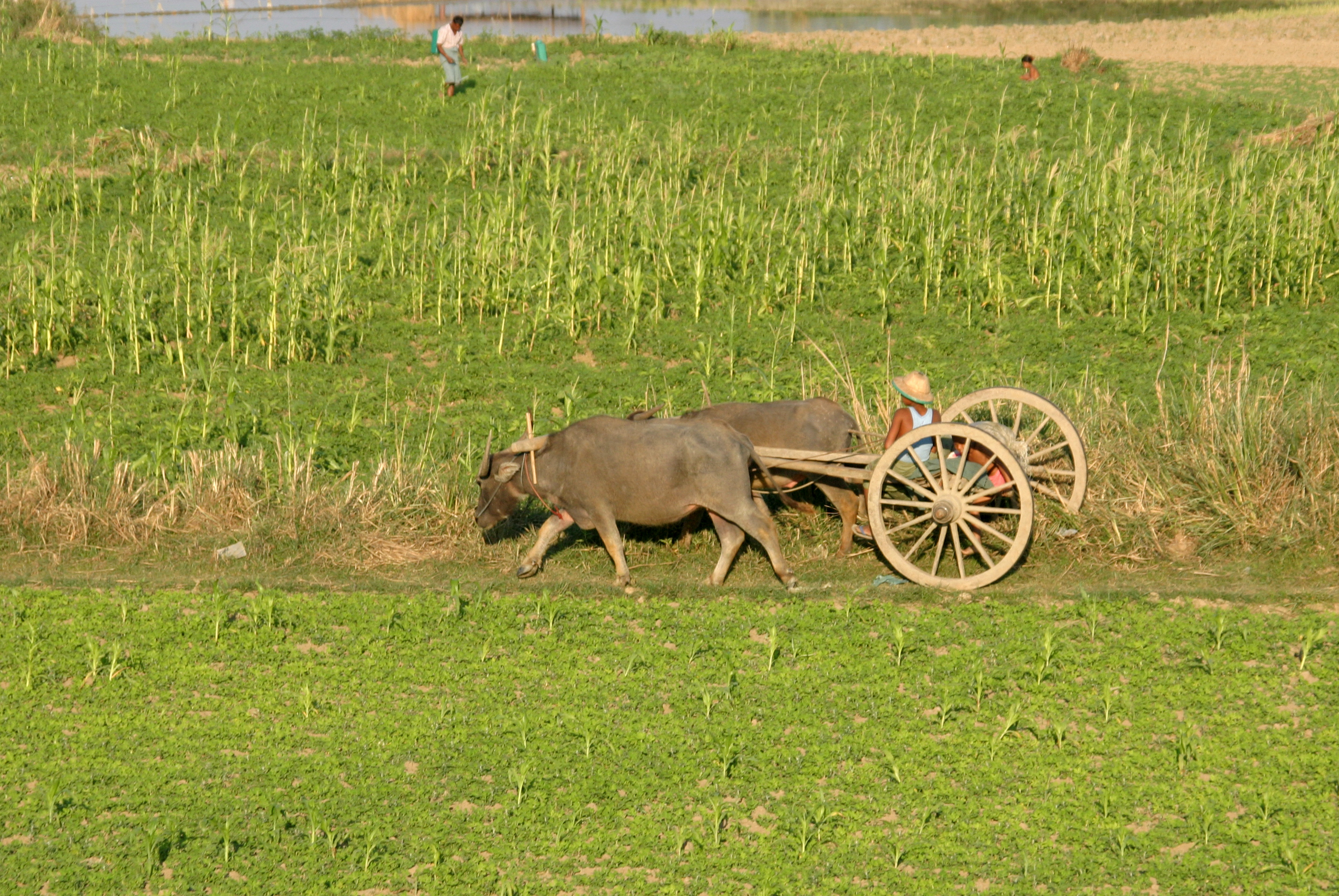
Lake Taungthaman
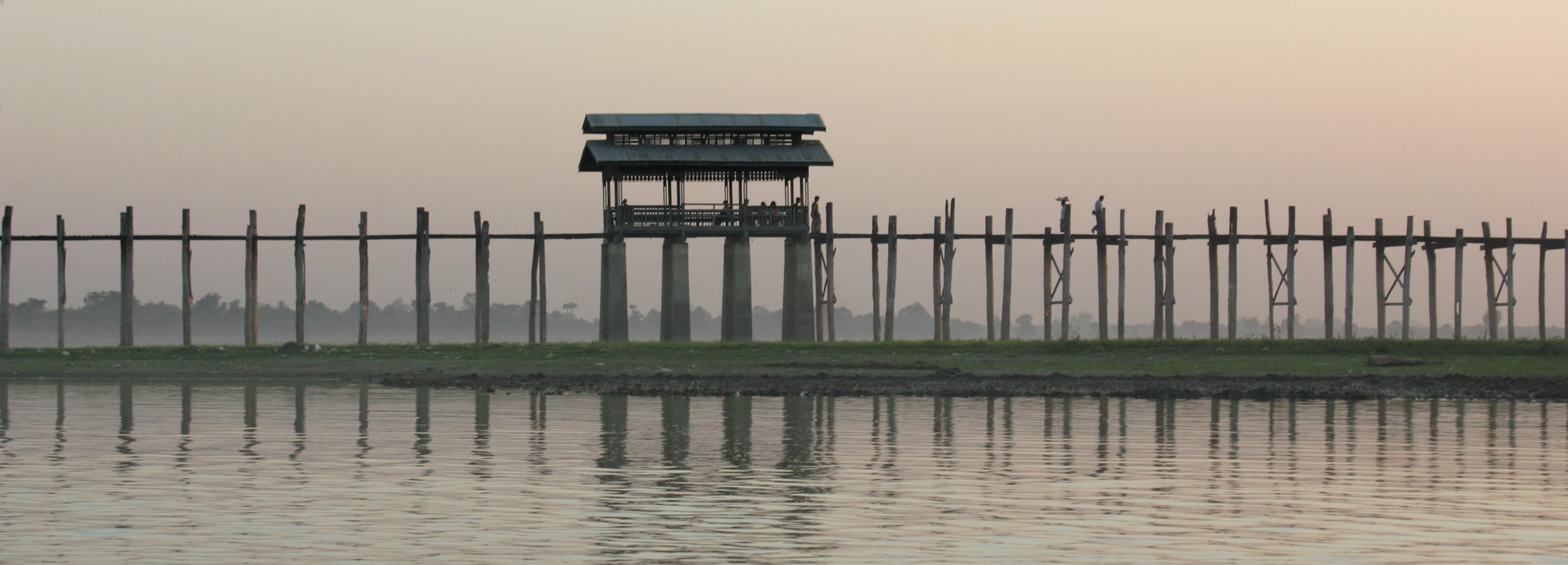
U Bein bridge
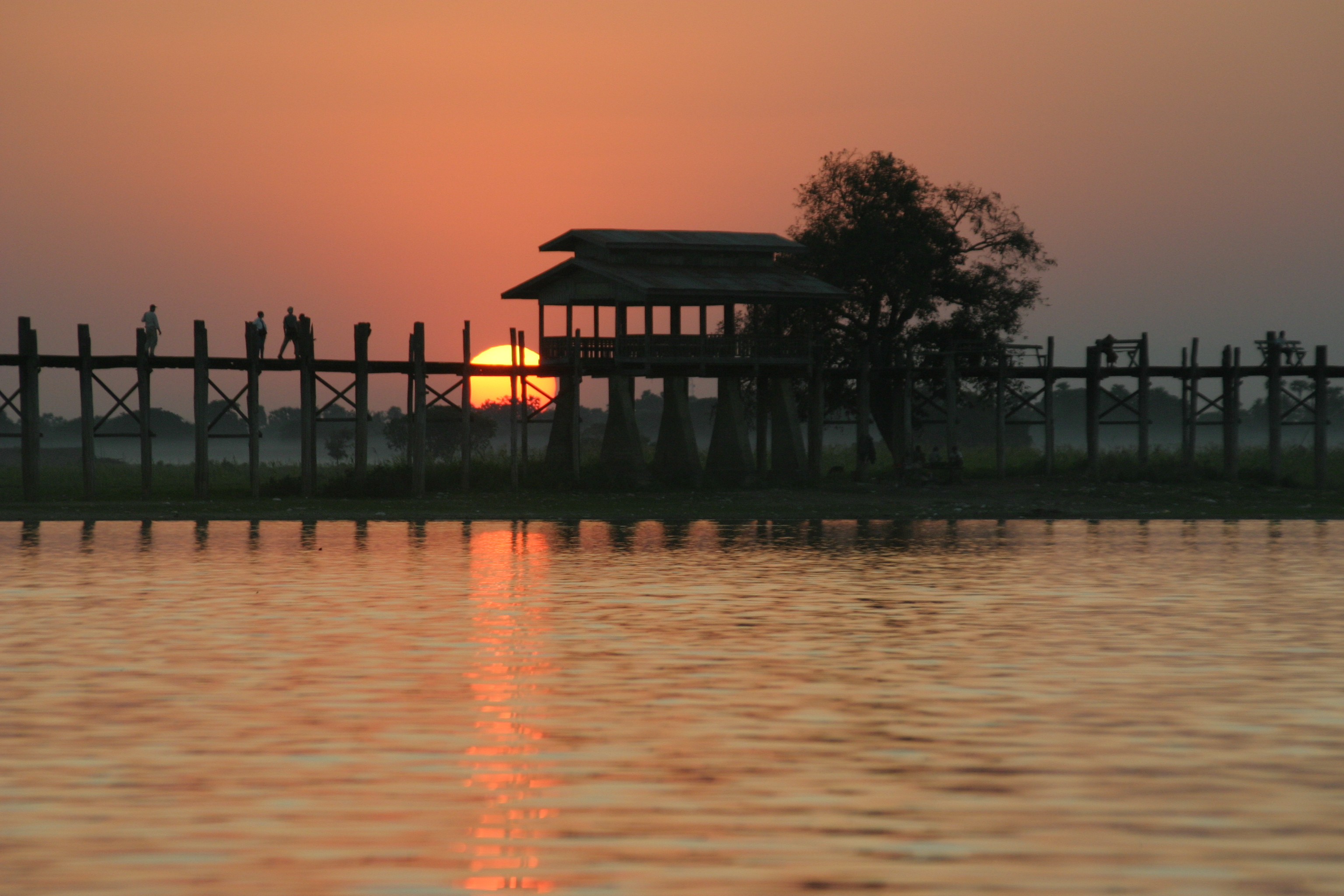
U Bein bridge
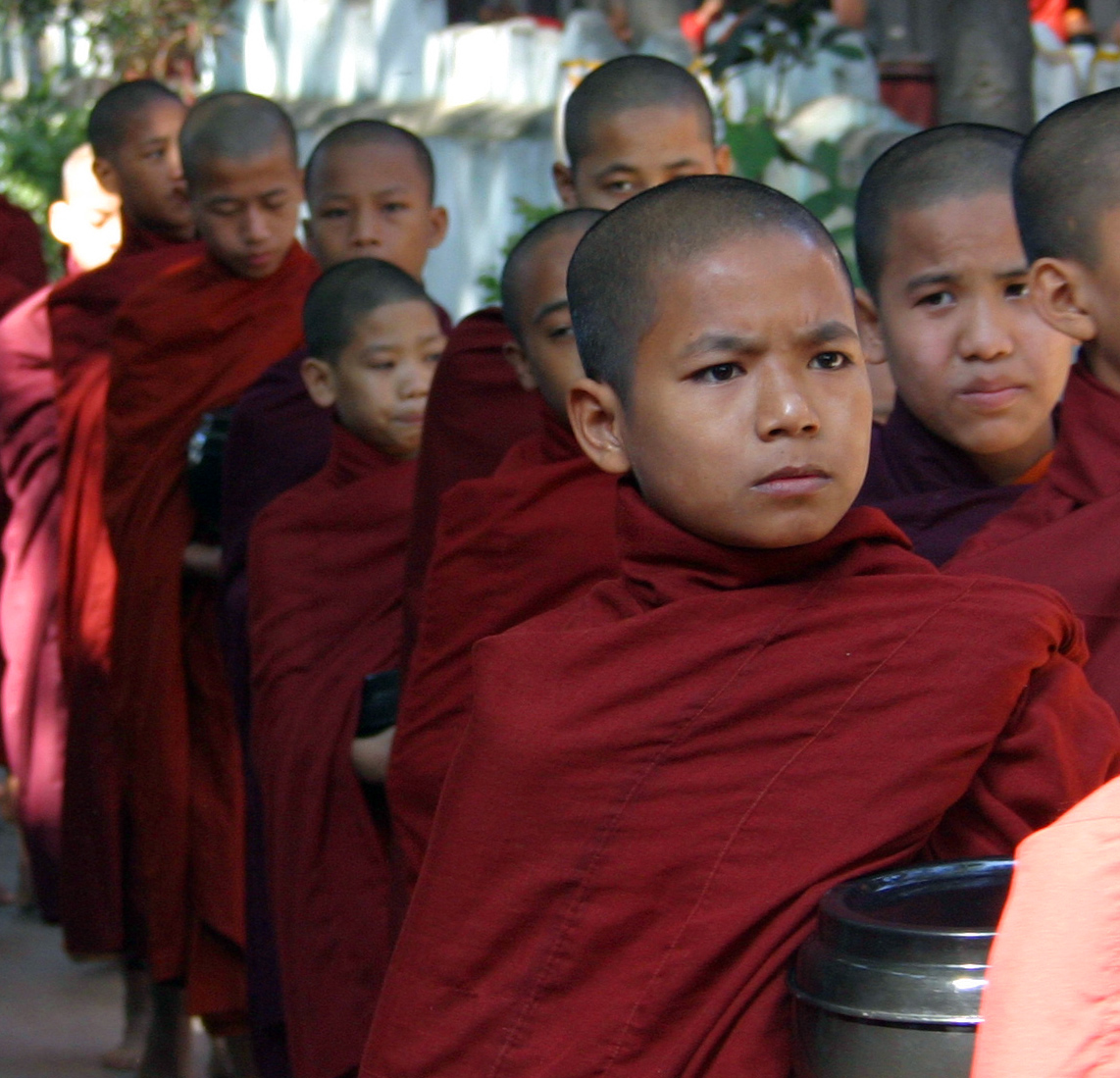
Mahagandhayon
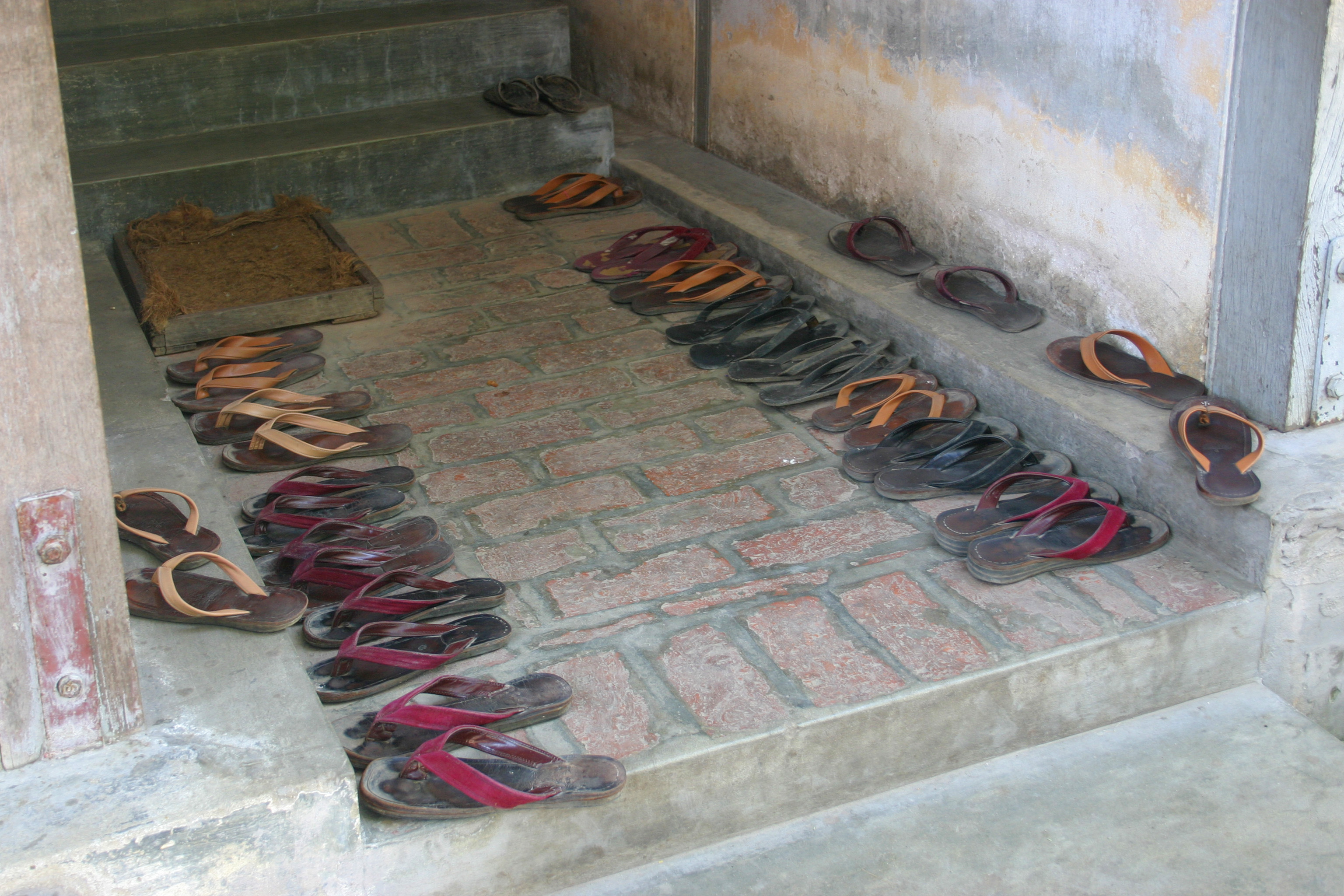
Mahagandhayon
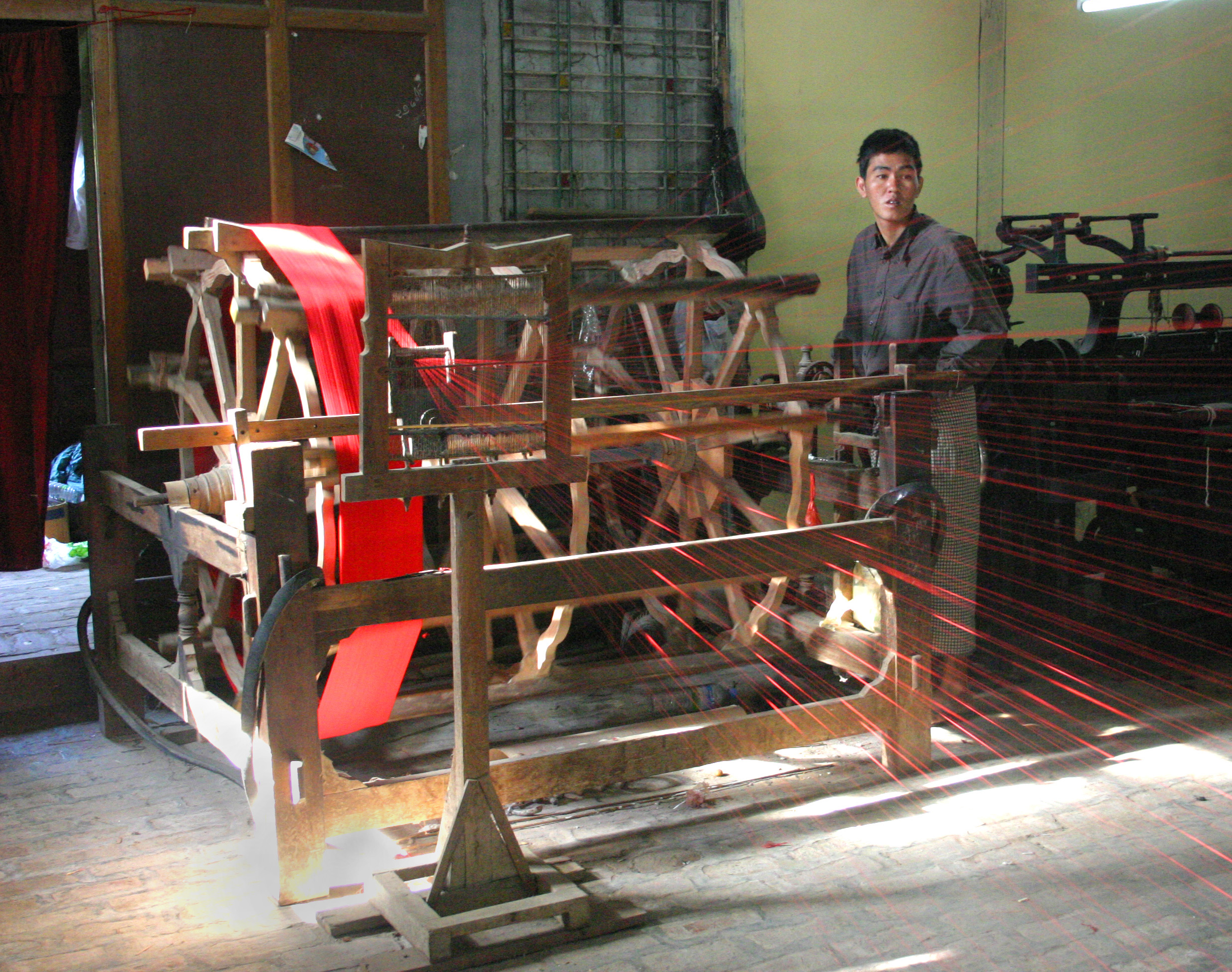
Silk spinning
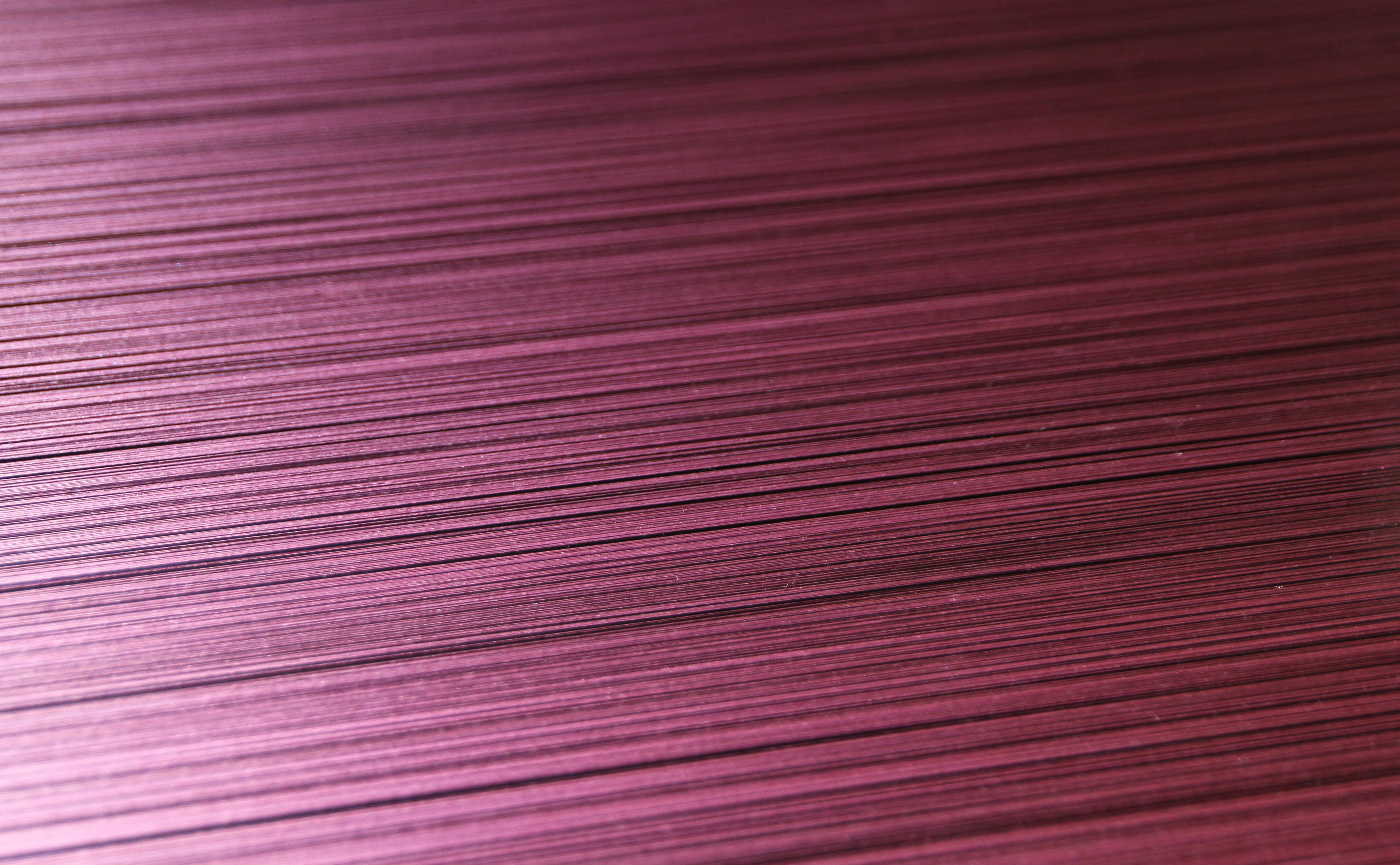
Silk spinning
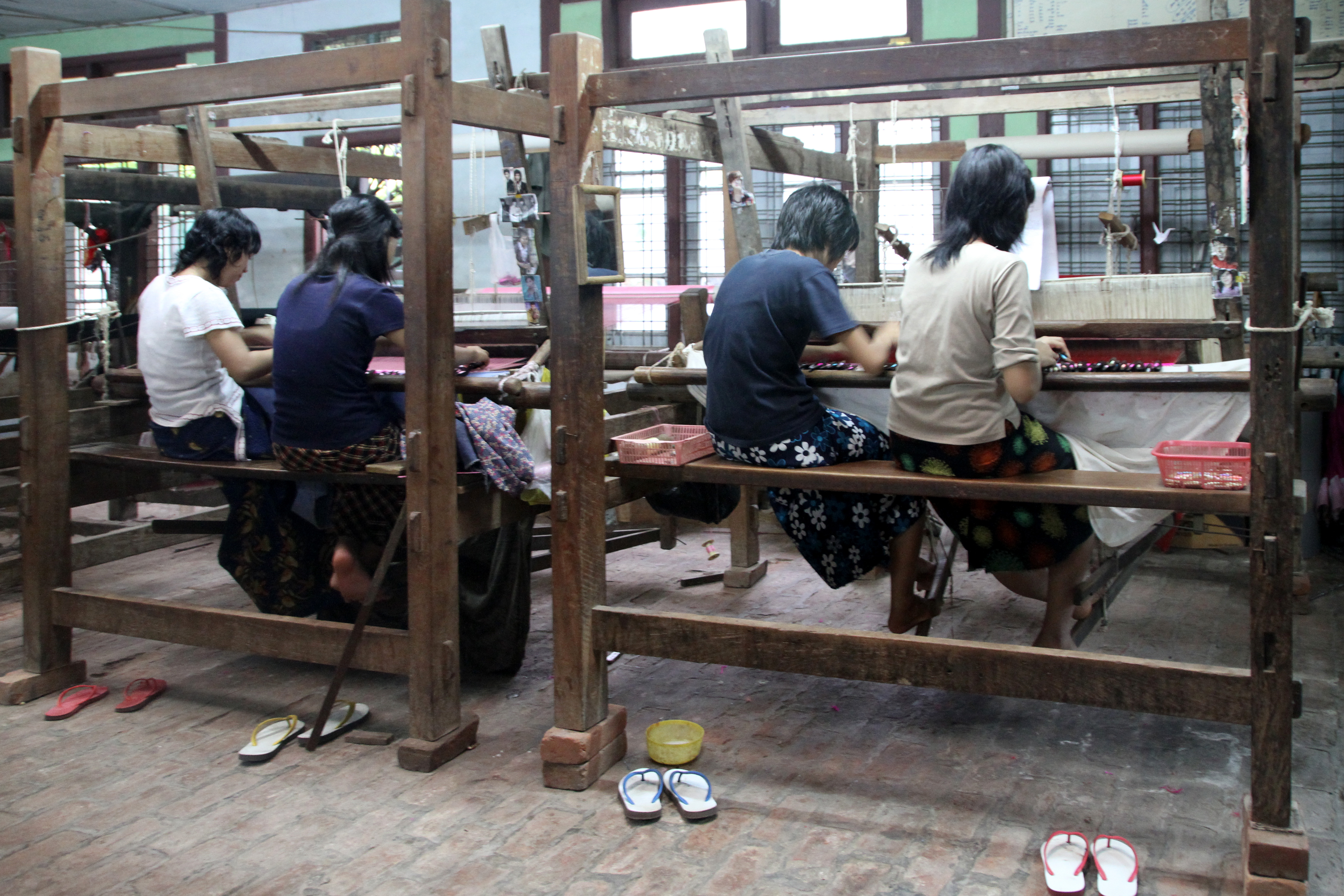
Silk weaving
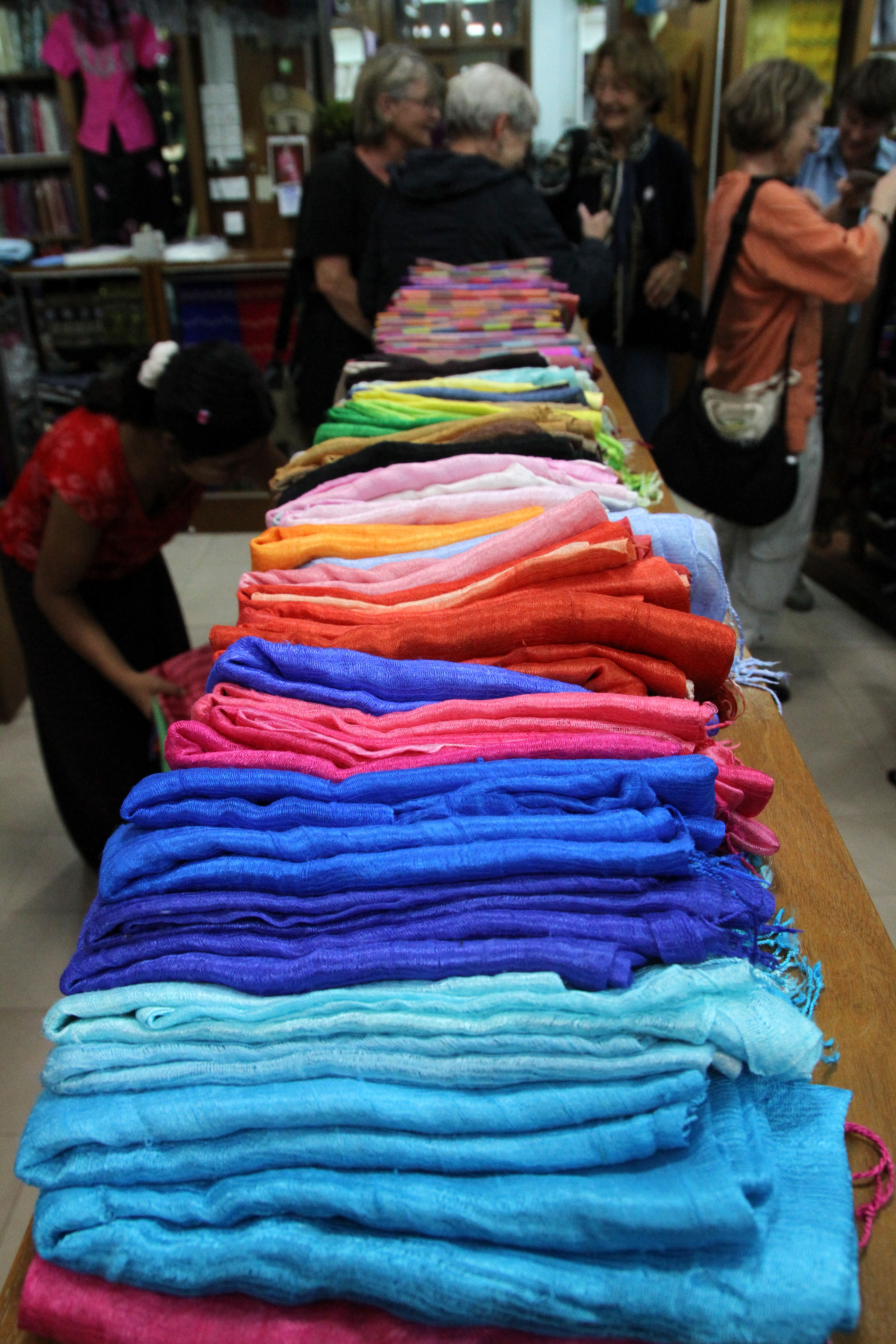
Silk selling